# Fahrradträger

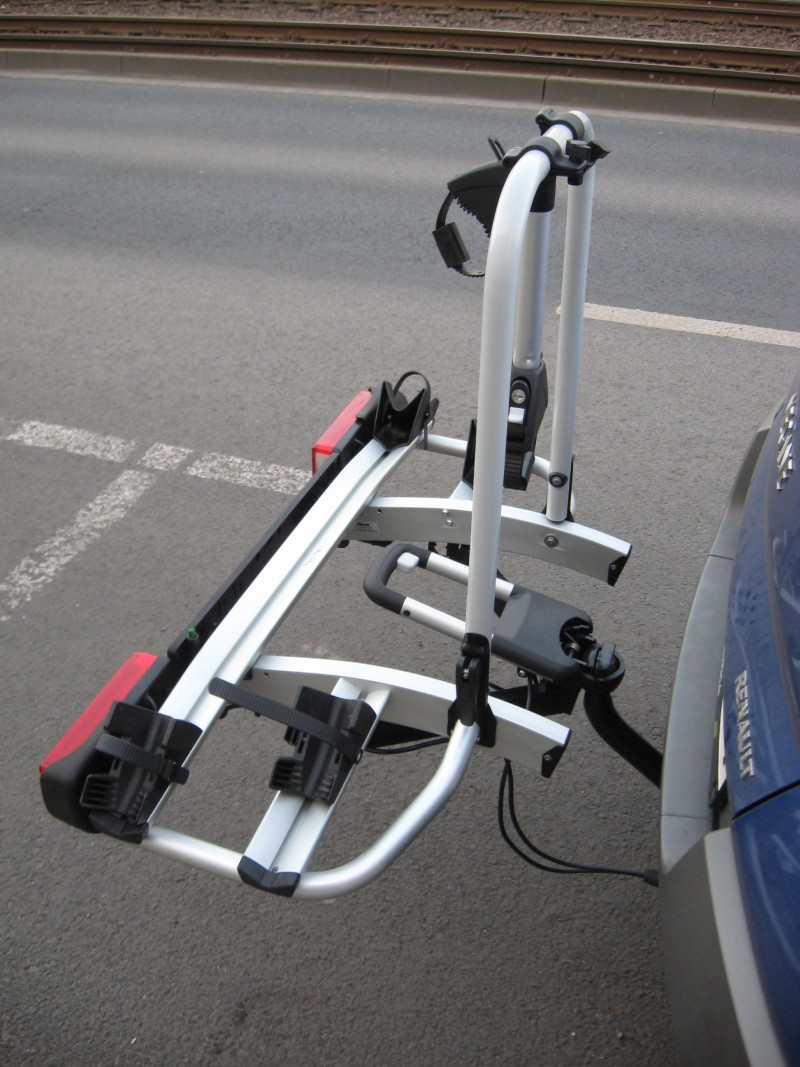
Fahrradträger für die Anhängerkupplung

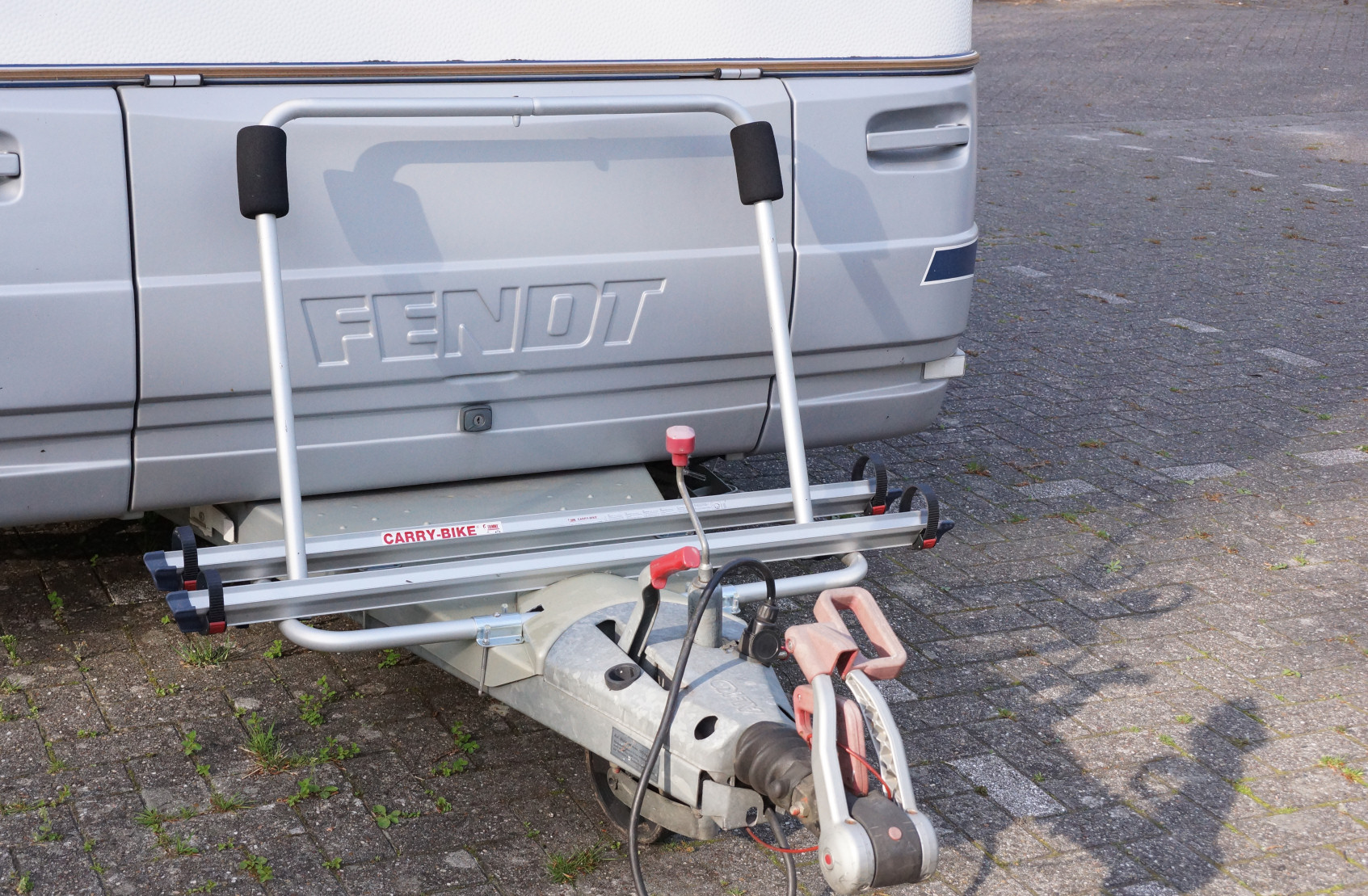
Deichselträger am Wohnwagen

Ein Fahrradträger, in der Schweiz Veloträger, ist eine Vorrichtung zur Befestigung und Mitnahme eines Fahrrades mit einem anderen Fahrzeug (zum Beispiel Auto oder Kleinbus). Der Träger schafft bei vielen Fahrzeugen überhaupt erst die Möglichkeit, die relativ sperrigen Fahrräder in einem Stück mitzuführen und sorgt zudem für eine auf Fahrräder angepasste Befestigungsmöglichkeit.
Es werden folgende Bauformen unterschieden:
- Dachträger (Bauform des Dachgepäckträgers für den Radtransport)
- Kupplungsträger werden auf dem Kugelkopf der Anhängerkupplung durch Kraftschluss mittels Reibung aufgeklemmt.
- Heckträger werden am Fahrzeugheck/Heckklappe befestigt.
- Deichselträger werden zum Beispiel auf der Deichsel von Wohnwagen befestigt.
- Träger bzw. Befestigungssystem für den Transport innerhalb von Fahrzeugen (zum Beispiel Wohnmobile oder Kleinbusse)

## Entwicklung

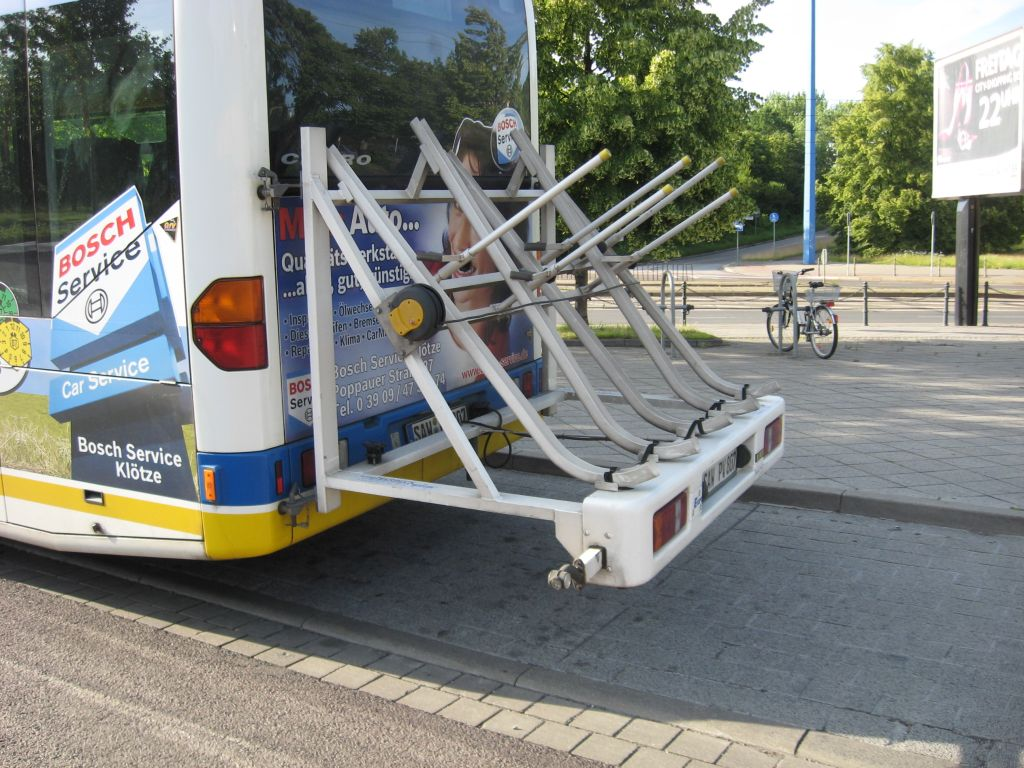
Regionalbus mit Heckträger

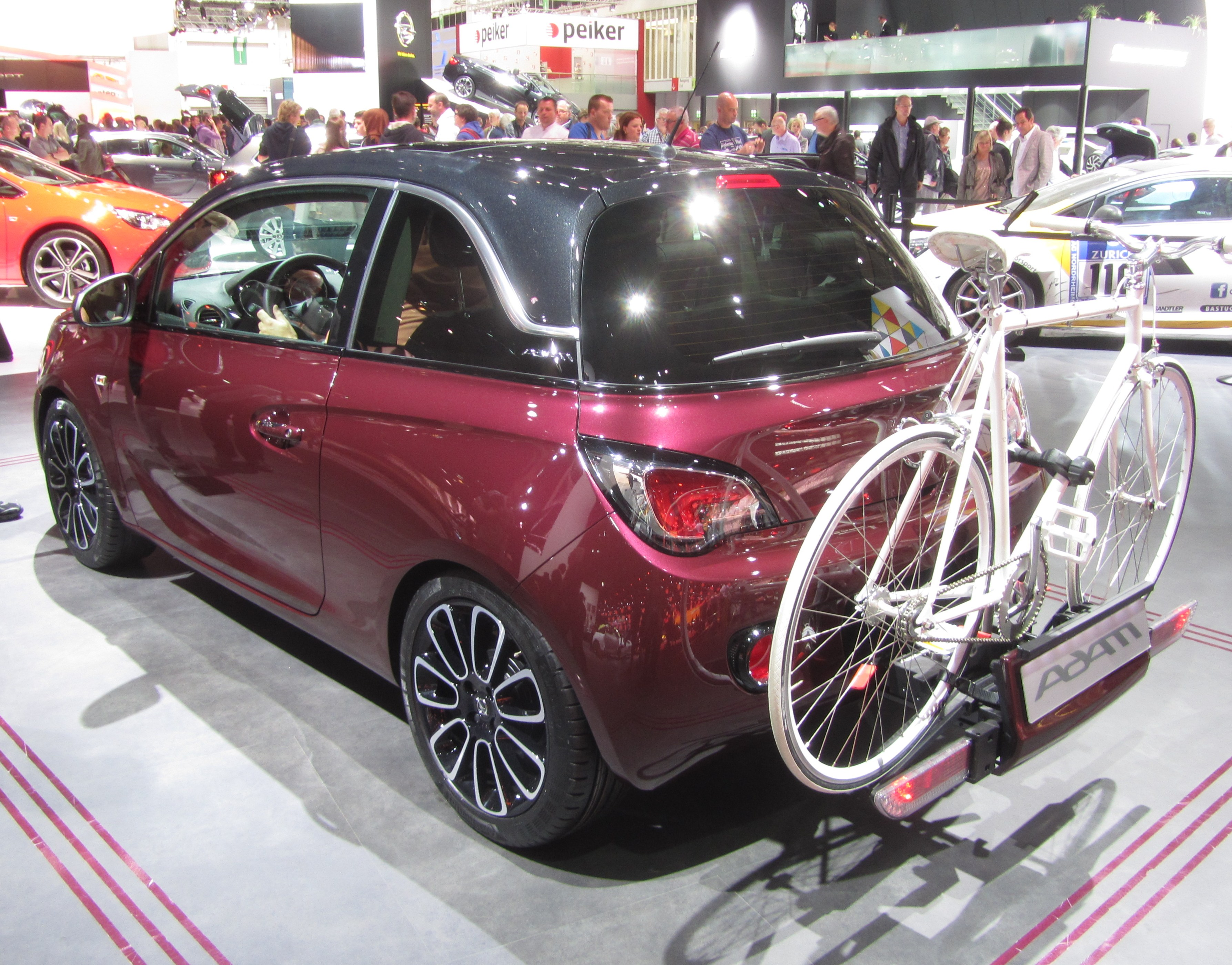
Opel Adam mit Flexfix für 2 Fahrräder

In Deutschland war lange Zeit nur der Transport auf dem Dach des Autos erlaubt. Dachträger sind daher weit verbreitet. Aus Holland und Frankreich kommend, haben sich zunehmend Heckträger durchgesetzt. Das Fahrrad wird dabei quer zur Fahrtrichtung am Heck des Autos befestigt.
In einigen Ländern werden Fahrräder außen an Bussen transportiert. Dazu ist ein Fahrradträger an der Busfront oder dem Heck montiert, in dem der Passagier sein Rad unterbringen kann. Selbst für Motorräder wurden bereits Fahrradträgersysteme entwickelt.

## Varianten

### Dachträger

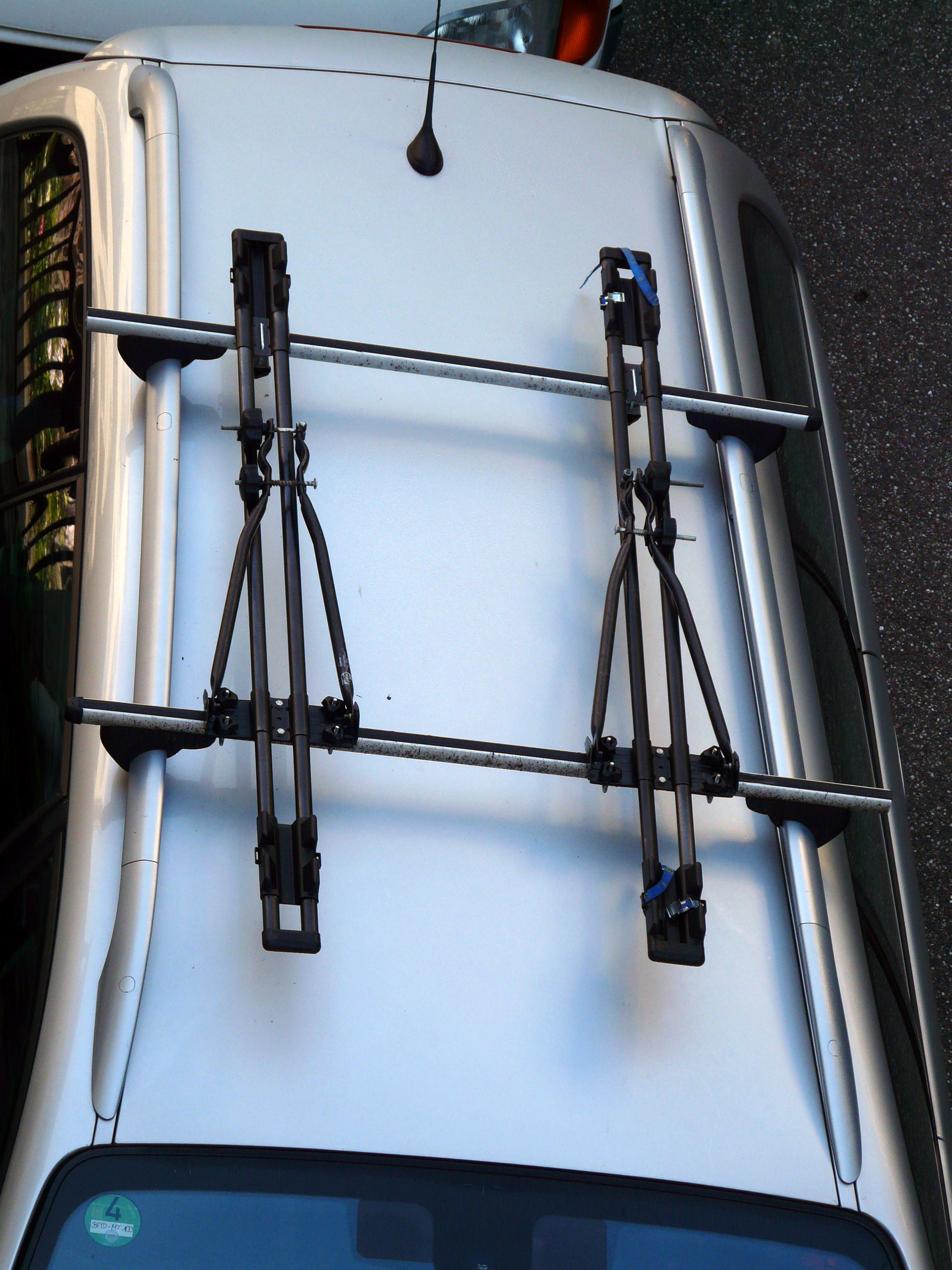
Klassische Ausführung als Dachträger

Dachträger nutzen die häufig am Fahrzeug vorhandenen Aufnahmepunkte für Dachgepäckträger oder werden auf deren Grundgerüst befestigt. Der Transport erfolgt in aller Regel mit aufrecht in oder entgegen der Fahrtrichtung stehenden Fahrrädern. Es existieren auch Varianten für den liegenden Transport. Nachteilig wirkt sich dort der erhebliche erhöhte Luftwiderstand aus. Außerdem muss das Fahrrad auf das Dach gehoben werden. Es werden jedoch auch Träger mit Hebehilfen angeboten. Beim Dachträger bleibt die Grundfläche des Fahrzeugs unverändert, was das Rangieren erleichtert und die Sicht nach hinten wird nicht versperrt, wie es zum Beispiel bei Heckträgern der Fall ist. Jedoch ist bei geringen Durchfahrtshöhen (zum Beispiel Parkhäuser) Vorsicht geboten.

### Kupplungs- und Heckträger

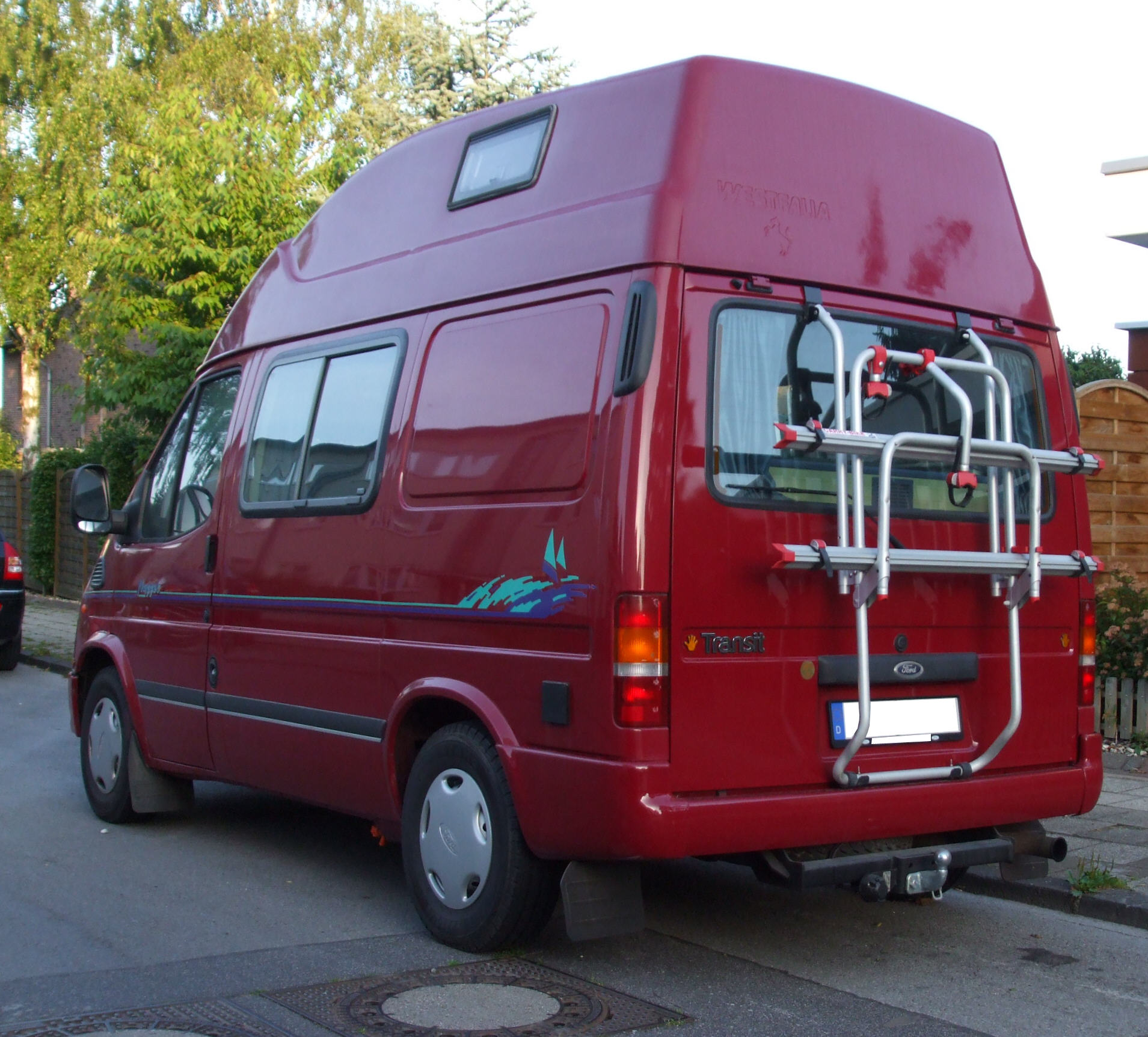
Heckträger an einem Wohnmobil

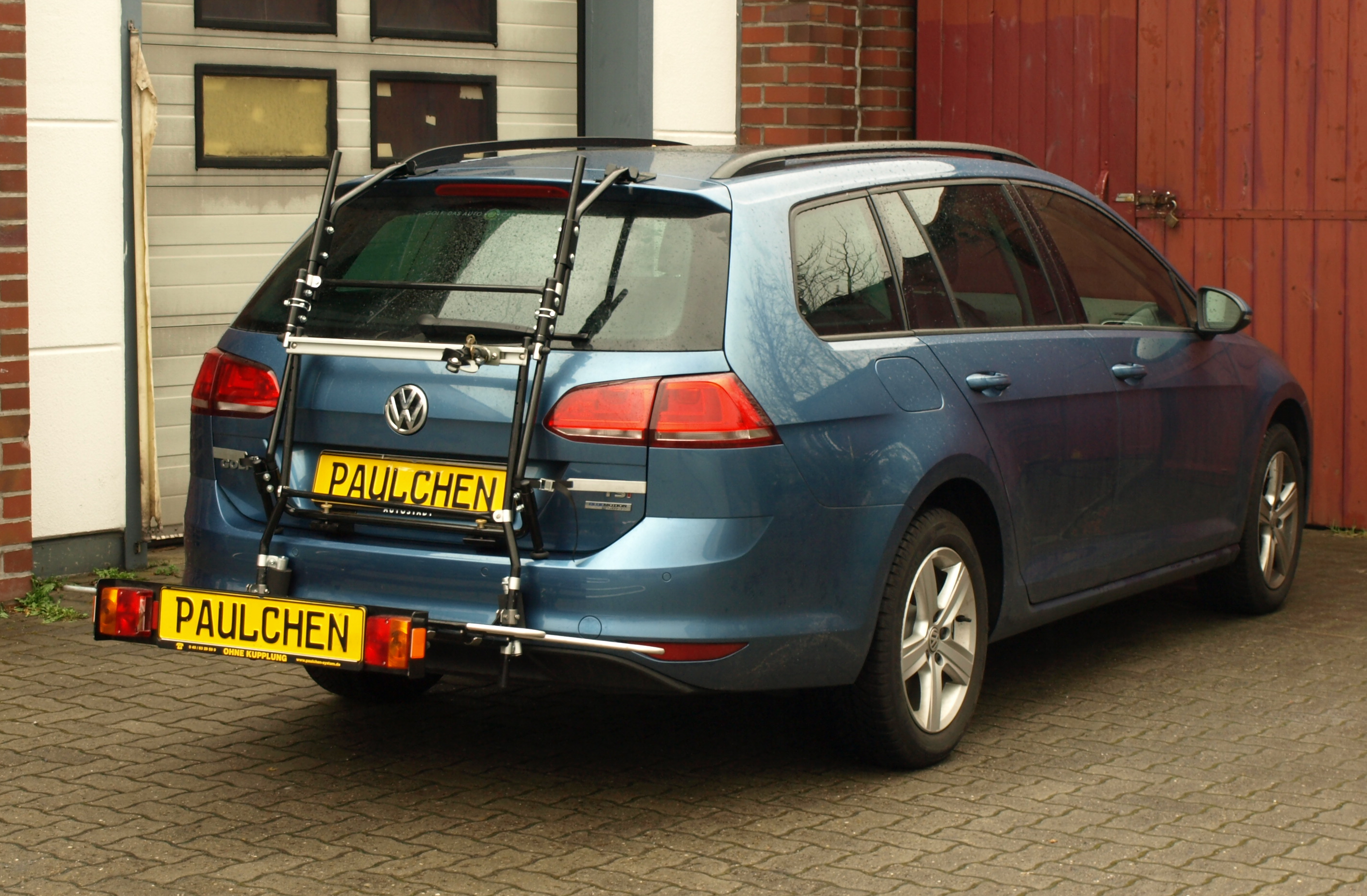
Fahrradträger für die Heckklappe

Bei heckseitiger Montage gibt es Lösungen, welche die Anhängerkupplung nutzen. Bei ihnen wird der Träger auf dem vorher entfetteten Kupplungskopf festgeklemmt. Dies kann durch Spannschrauben geschehen, die mit einem Drehmomentschlüssel angezogen werden müssen oder durch werkzeugfrei zu bedienende Klemmsysteme mit einem Spannhebel. Der Träger ist damit nicht wie andere Systeme fahrzeugtypabhängig, sondern an nahezu allen Fahrzeugen mit entsprechender Anhängerkupplung einsetzbar. Bei Aluminiumkupplungen sind gesonderte Freigaben der Hersteller zu beachten. Es sind Kupplungsträger für 2–4 Räder üblich. Die zulässige Beladung ist abhängig von der zulässigen Stützlast der Kupplung und dem Gewicht der Fahrräder. Viele Zwei- oder Dreifachträger lassen sich mit einer Zusatzschiene um einen weiteren Platz erweitern. Bei sehr großer Beladung (4 Fahrräder) müssen einige Träger zusätzlich mit Gurtbändern am Fahrzeug fixiert werden, im Normalfall wird jedoch ausschließlich die Anhängerkupplung genutzt. Kupplungsträger sind häufig mitsamt den Rädern nach hinten abklappbar, um den Zugang zum Kofferraum zu gewährleisten. Diese Bauform ist im Vergleich zu den anderen Systemen relativ teuer. Zusätzlich ist unter Umständen auch die Nachrüstung einer Anhängerkupplung zu berücksichtigen.
In Deutschland müssen Kupplungsträger mit zusätzlichen Rückleuchten ausgestattet sein. Wenn die dritte Bremsleuchte verdeckt wird, muss zusätzlich eine weitere Bremsleuchte angebracht werden. Die Fahrräder dürfen seitlich nicht mehr als 400 mm über die Leuchten hinausragen. Außerdem muss ein zusätzliches Kennzeichen am Träger angebracht werden, die amtlichen Plaketten müssen jedoch dort nicht aufgeklebt werden.
Andere Träger werden an der Heckklappe montiert. Bei Wohnmobilen werden sie auch häufig an der heckseitigen Wand des Aufbaus fest angebracht. Viele dieser Träger sitzen so hoch, dass sie die Heckleuchten und das Nummernschild nicht verdecken. Andernfalls gelten die gleichen Vorschriften wie bei Kupplungsträgern. Die Halterungen der Fahrräder sind oft hochklappbar, um im unbeladenen Zustand die Länge des Fahrzeugs zu reduzieren. Bei einem Test des ÖAMTC verursachten Träger mit Heckklappenbefestigung an einem PKW einen noch höheren Kraftstoffmehrverbrauch als Dach- oder Kupplungsträger. Heckträger können die Sicht nach hinten einschränken. Bei einigen Modellen lässt sich die Heckklappe nicht mehr öffnen.
Einige Hersteller lassen auch ausdrücklich den Transport von anderen Gegenständen zu oder bieten entsprechende Umrüstsätze, wie zum Beispiel Gepäckbehälter, an.
Bei einigen Wohnmobilen und PKWs können heckseitige Fahrradträger auch in einem schubladenartigen Auszug der hinteren Stoßstange untergebracht sein, auf der Kennzeichen und Rückleuchten montiert sind. Beim Opel Corsa D, Opel Antara, Opel Zafira Tourer, Opel Adam und Opel Astra J wird die Zusatzausstattung „Flex-Fix“ angeboten, bei der ein heckseitiger Fahrradträger in Form einer Schublade hinter dem Nummernschild untergebracht ist.
Für Geländewagen mit einem Halter für das Reserverad am Heck, gibt es von einigen Herstellern spezielle Adapter um einen Fahrradträger daran zu befestigen.

### Interne Trägersysteme

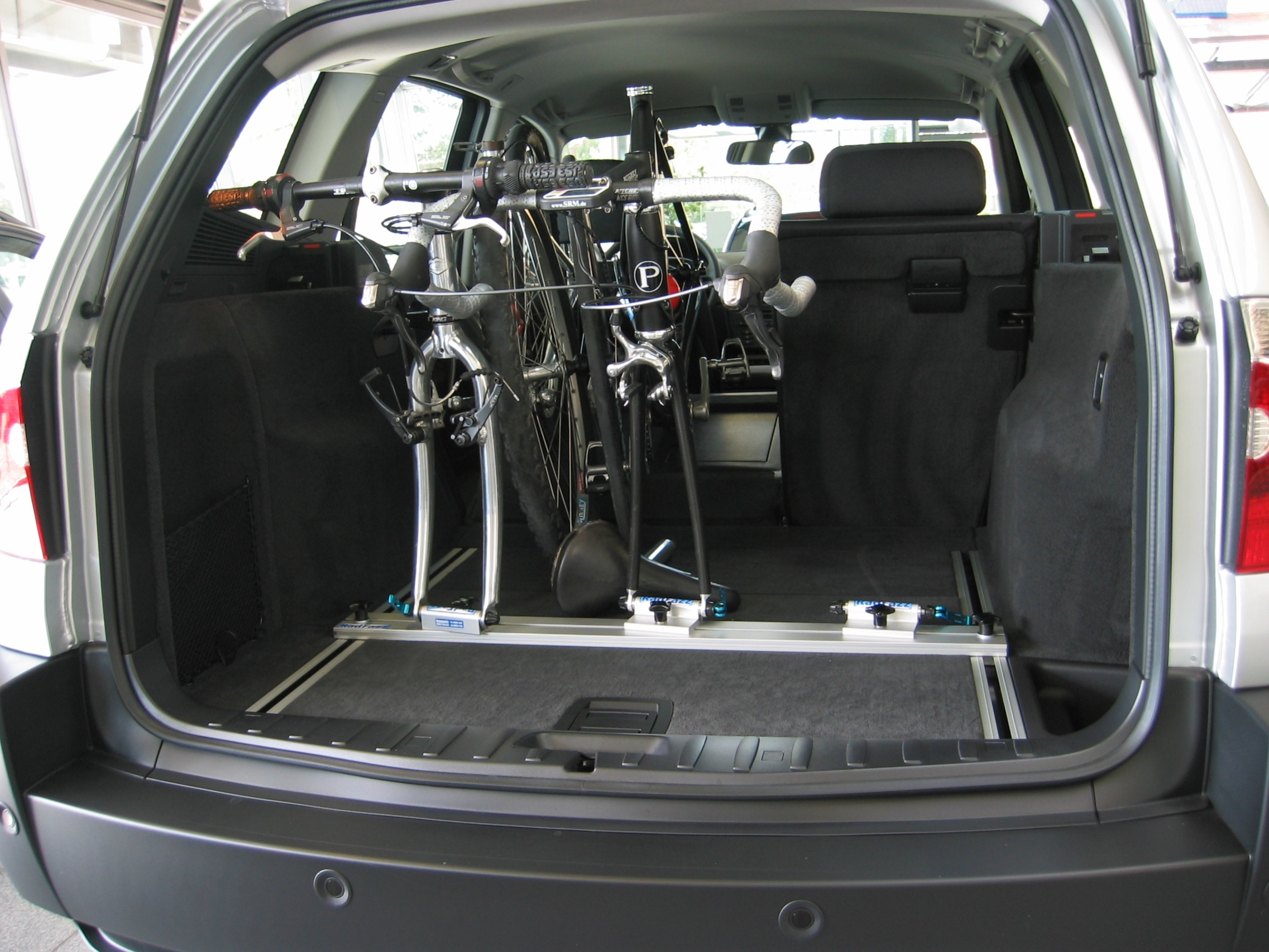
Fahrradtransport im Auto

In den letzten Jahren hat der Fahrradtransport bzw. die Ladungssicherung im Innenraum von Fahrzeugen an Gewicht gewonnen. Gründe dafür sind neben immer größer werdenden Fahrzeugen mit entsprechendem Stauraum (Kombis und SUV) die unverändert günstige Aerodynamik des PKW und somit kein erhöhter Treibstoffverbrauch und der bessere Schutz vor Nässe, Schmutz, Diebstahl und Vandalismus. Die Beeinflussung des Fahrverhaltens durch die veränderte Schwerpunktlage im Vergleich zu außen angebrachten Lasten ist ebenfalls geringer. Einige Wohnmobile verfügen über eigene „Fahrradgaragen“. Auf dem Markt befinden sich verschiedene Systeme, mit den sich das Rad im Innenraum sicher verstauen lässt.
Bei öffentlichen Transportmitteln wie Zügen und Bussen ist häufig die Fahrradmitnahme im Inneren möglich. Die dafür vorhandenen Einrichtungen haben je nach Ausbau den Charakter von einfachen „Laderäumen“ über Fahrradabstellanlagen mit einfachen Bügeln oder Stangen zum Anlehnen bis hin zu Fahrradträgern, die auch die Funktion der Ladungssicherung übernehmen.

## Befestigung des Fahrrades
Bei den meisten Ausführungen wird das Rad über Klemmbacken oder Riemen am Rahmen gehalten und durch Riemen an den Rädern in einer U-Schiene befestigt. Es gibt jedoch auch Varianten, bei denen das Fahrrad mit Bügeln, die den Rahmen oder die Räder umfassen, oder an den Tretkurbeln (Twinny Load) fixiert wird. Im Radrennsport sind Systeme verbreitet, bei denen das Vorderrad in einer separaten Halterung untergebracht wird und die Gabel an der Nabenaufnahme befestigt wird. Einige hochwertige Fahrräder (CFK- und sehr leichte Aluminiumrahmen) sind nicht zur Befestigung mit einfachen universellen Klemmbacken geeignet, da dort der Rahmen beschädigt werden kann.

## Sicherheit

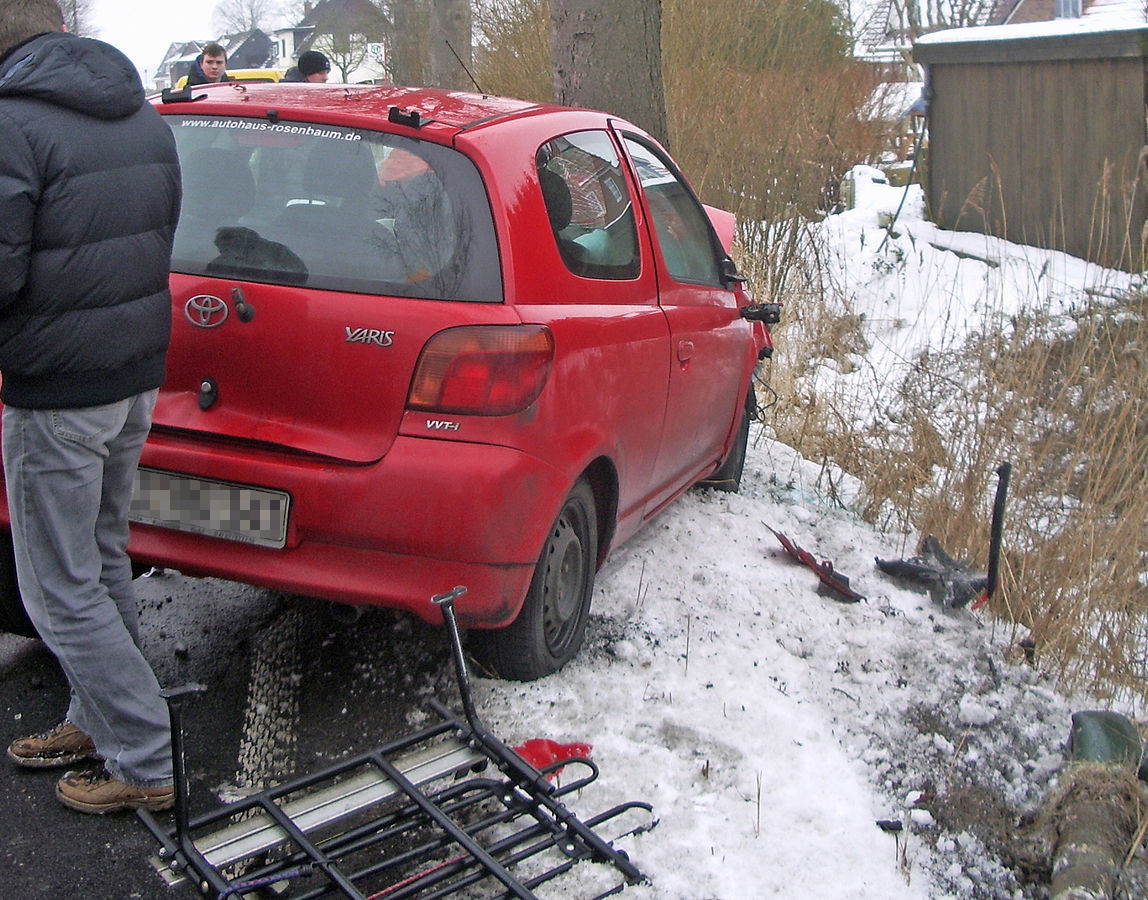
Abgerissener Fahrradträger nach einem Unfall; obwohl er nicht beladen war, wurde die Heckklappe erheblich beschädigt.

Verlorene Ladung gefährdet nicht nur das Trägerfahrzeug, sondern vor allem andere Verkehrsteilnehmer. Grundsätzlich empfehlen die Hersteller eine Höchstgeschwindigkeit von unter 120 km/h, wenn ein Fahrradträger mitgeführt wird. Der Luftwiderstand führt zu hohen Belastungen der Fahrradbefestigung und der Befestigung des Trägers. Daher ist besondere Sorgfalt bei der Montage angebracht. Verpackungen wie Planen oder Folien sollten zumindest bei PKW nicht verwendet werden, um den Luftwiderstand gering zu halten. Gleiches gilt für großflächige Anbauteile, wie Packtaschen oder Kindersitze. Weiterhin sind vor Fahrtantritt alle Gegenstände, die sich lösen können, zu entfernen (geklipste Leuchten, Luftpumpen etc.).
Mit der Verbreitung von Elektrofahrrädern und ihrem höheren Gewicht von oft 20–30 kg gewinnt der Punkt der Tragfähigkeit der Trägersysteme und Stützlast der Anhängerkupplung an Bedeutung. Häufig besteht ein Limit in der Größenordnung von 50 kg, das bereits bei zwei Elektrorädern schnell erreicht wird. Es besteht dann die Gefahr der Überladung.
Besonders hohe Belastungen treten beim plötzlichen Ausweichen und starkem Abbremsen auf. Angepasste Geschwindigkeit und ein vorausschauender Fahrstil helfen, derartige Situationen zu vermeiden. Auch werden ein Stopp kurz nach Fahrtbeginn und weitere regelmäßige Kontrollen der Ladung während der Reise empfohlen.
Verschiedene Organisationen zum Beispiel der ADAC, testen Fahrradträger u. a. beim so genannten City Crash, einer Kollision mit ca. 30 km/h und bei abrupten Ausweichmanövern. Nicht alle Träger bestehen diese Tests. Bei Dachträgern zeigt sich häufig die Befestigung des Grundträgers am Fahrzeug als Schwachpunkt, Kupplungsträger können sich auf der Kupplung verdrehen, Heckträger Schäden am Fahrzeugheck verursachen. Durch aufkommende Kräfte können die Fahrräder vom Träger abreißen.
Sicherheit umfasst auch das Thema Diebstahl und Vandalismus. Bei den meisten Trägern sind die Befestigungen zum Fahrzeug und zum Fahrrad mit einfachen Schlössern versehen oder nur mit Werkzeug zu montieren. Sie bieten so einen begrenzten Schutz gegen Diebstahl.

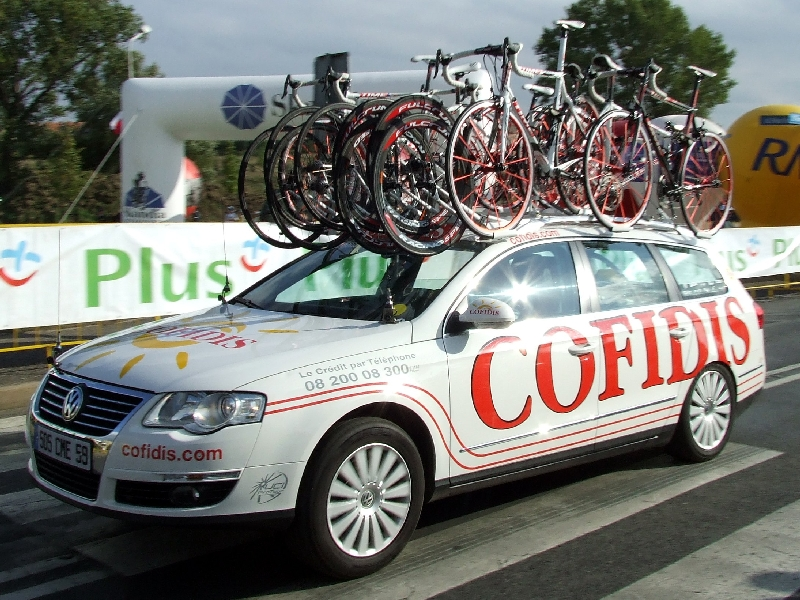
Fahrradträger beim Radrennsport
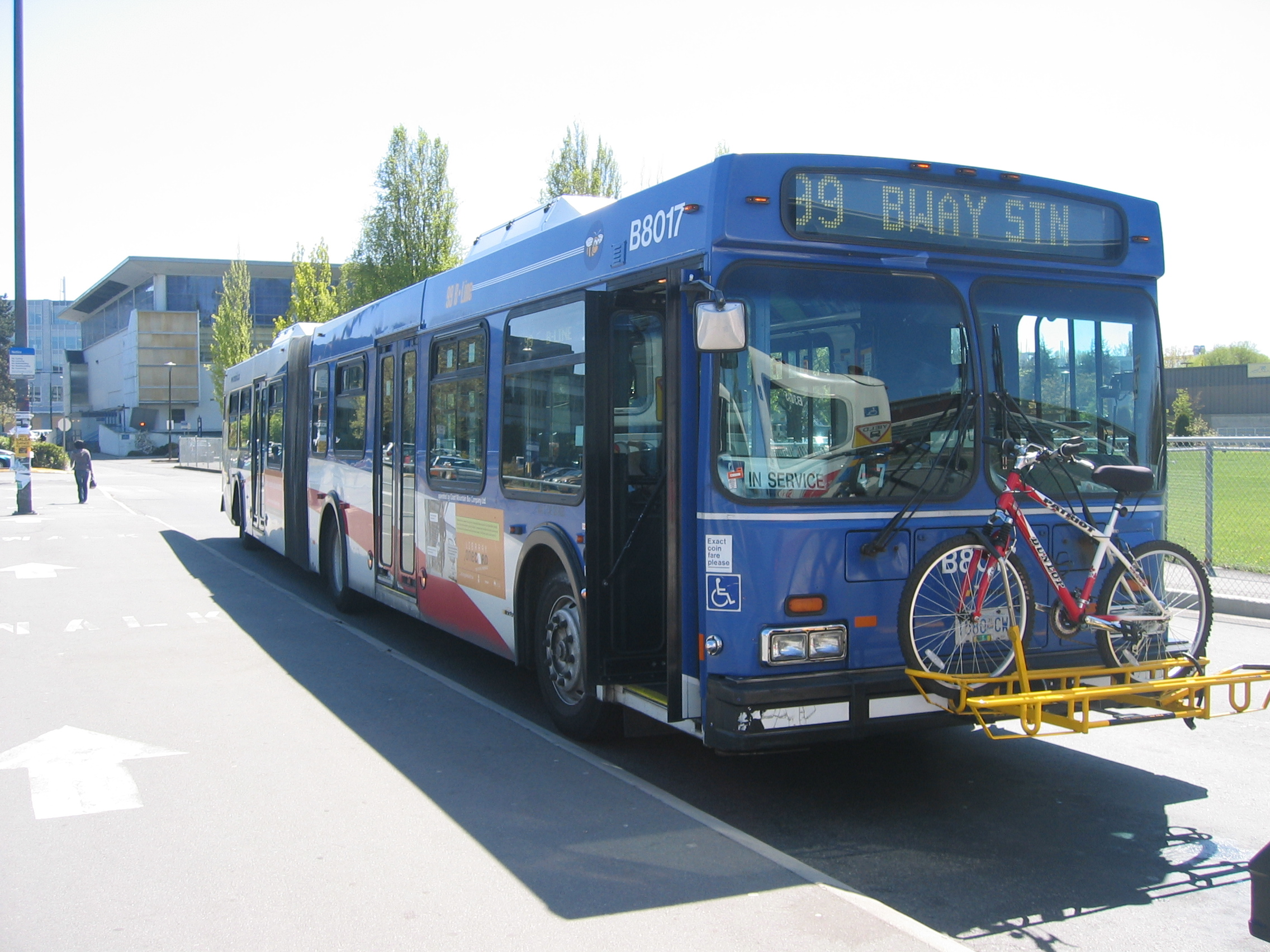
Fahrradmitnahme auf einem Frontträger eines Busses in Kanada
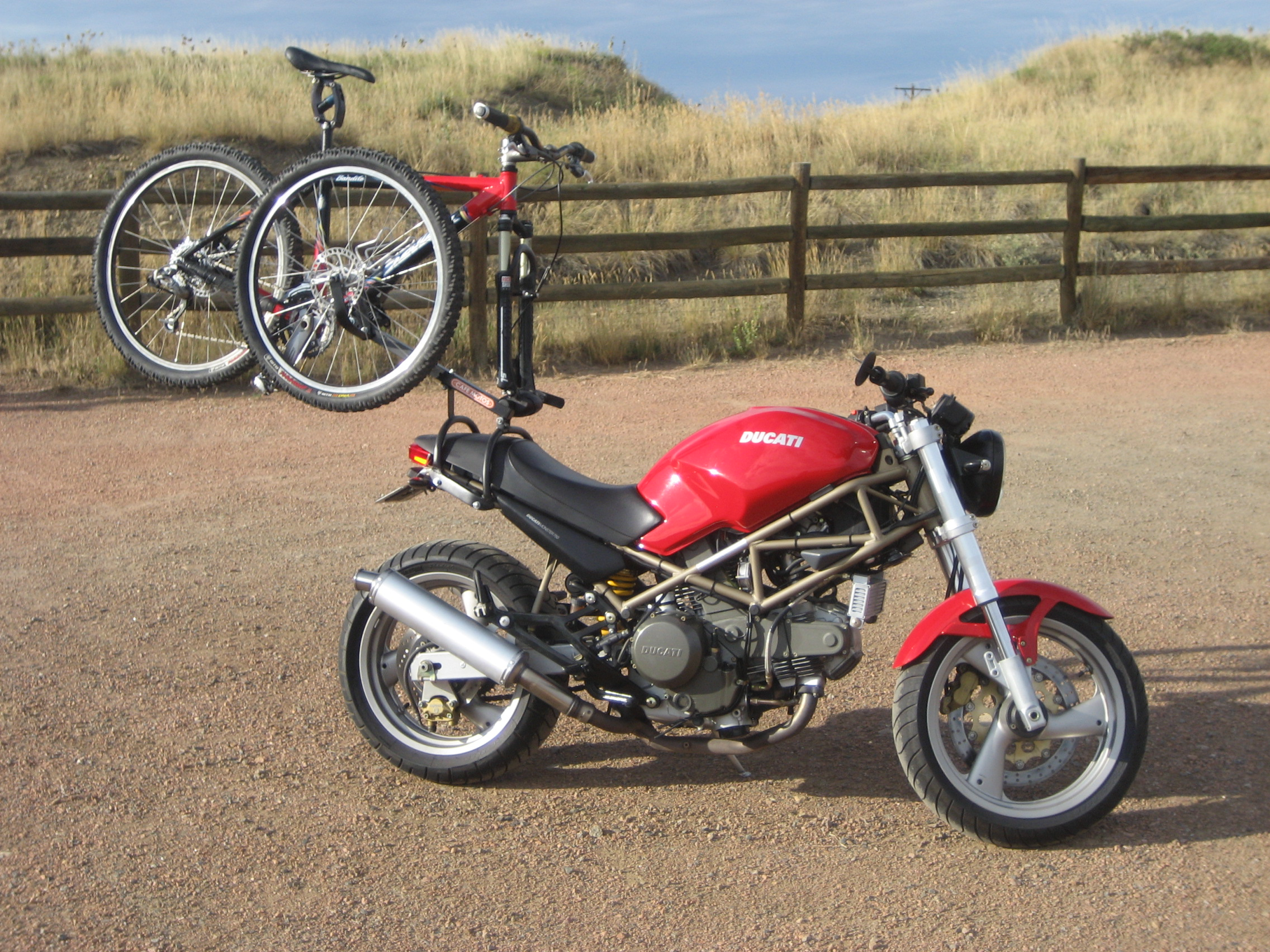
Träger für Motorräder